# Paul Cuffe
Paul Cuffe (17 de janeiro de 1759 - 7 de setembro de 1817) foi empresário de sucesso, comerciante, capitão de mar, baleeiro, quaker e abolicionista, nascido homem livre tendo um pai negro africano escravo e uma mãe negra afro-americana.
Em meados da década de 1740, seu pai foi manumitado por seu mestre quaker, John Slocum, em Massachusetts, e seus pais se casaram em 1747 em Dartmouth, Massachusetts..